# Petite France (La Réunion)
Pour les articles homonymes, voir Petite France.
Petite-France est un village de l'île de La Réunion, département d'outre-mer français dans le sud-ouest de l'océan Indien. Il est situé sur les pentes occidentales du sommet de montagne appelé Maïdo, dans les Hauts de la commune de Saint-Paul, elle-même située dans l'ouest de l'île. Son économie est fondée sur la distillerie des plantes à parfum ainsi que sur le tourisme, activité dont bénéficie sa participation au label Villages Créoles.

## Géographie
Le village se trouve à l'ouest de l'île, à quelques kilomètres des villes de Saint-Paul (dont il dépend administrativement) et de Saint-Denis, la préfecture du département. Petite-France est située sur la route forestière du Maïdo.

## Histoire
Théodore Kéranval fit construire sur cette propriété située à 1000 mètres d'altitude, une case changement d'air pour sa fille atteinte de paludisme. Elle est vendue à son gendre en 1879, Jean-Baptiste Lougnon.
La Petite France est le nom qu'a donné à cette région au climat plus frais la famille Lougnon, propriétaire des terres qu'elle a vendues aux cultivateurs de géranium qui s'y étaient installés.
Elle a aussi donné aux Eaux et Forêts l'emprise du chemin qui permet d'accéder au Maïdo, ainsi que le terrain sur lequel elle a elle-même construit l'église de la Petite France.

## Lieux et monuments

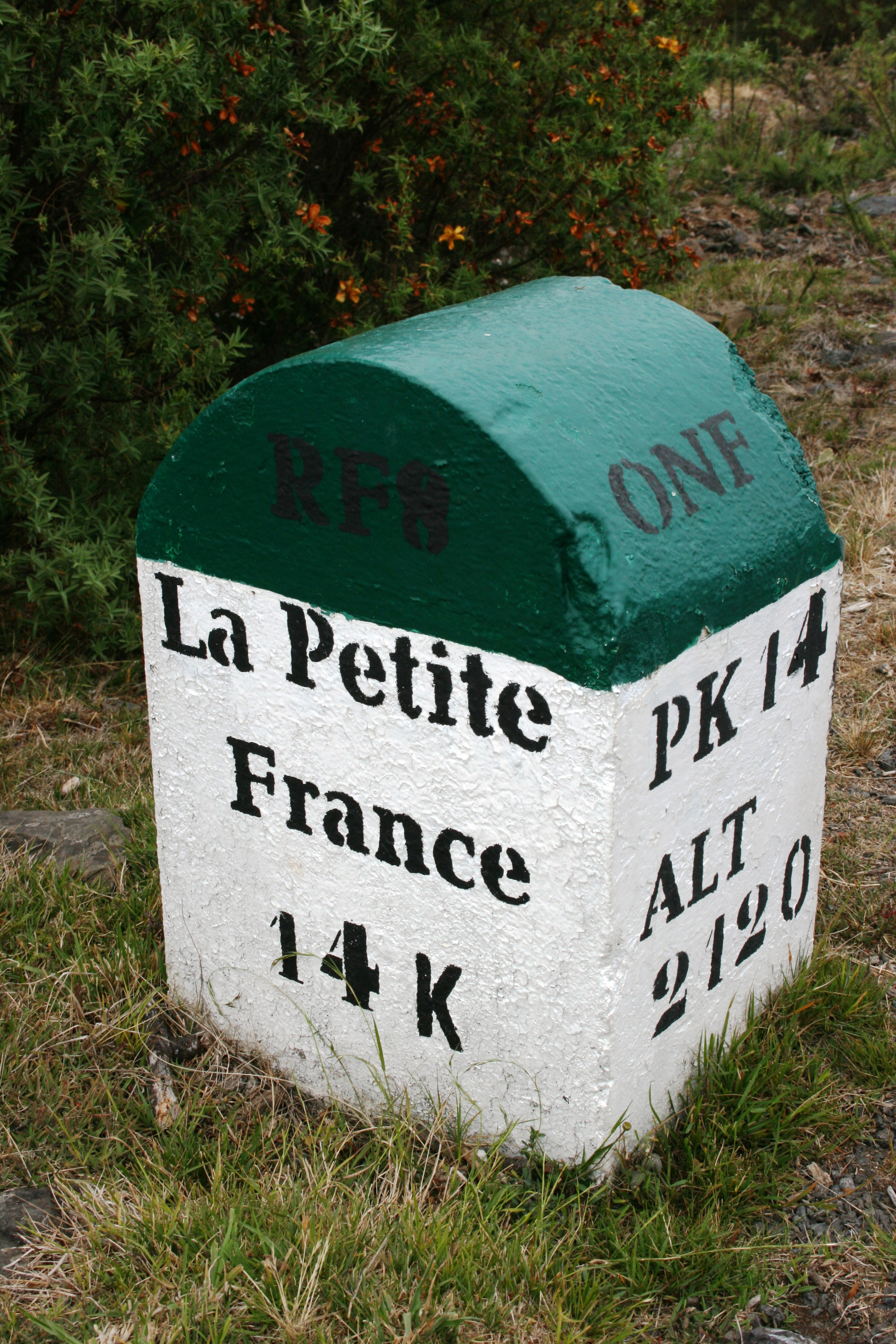
Borne routière indiquant la Petite France le long de la route forestière du Maïdo.

- Route forestière du Maïdo
- Église Sainte-Thérèse
- École primaire